# Apocalypsis
Apocalypsis este un gen de molii din familia Sphingidae. Conține o singură specie, Apocalypsis velox, care este întâlnită în India nord-estică și China sud-vestică, până în Vietnamul de nord. 

## Descriere
Anvergura este de 136 mm. 

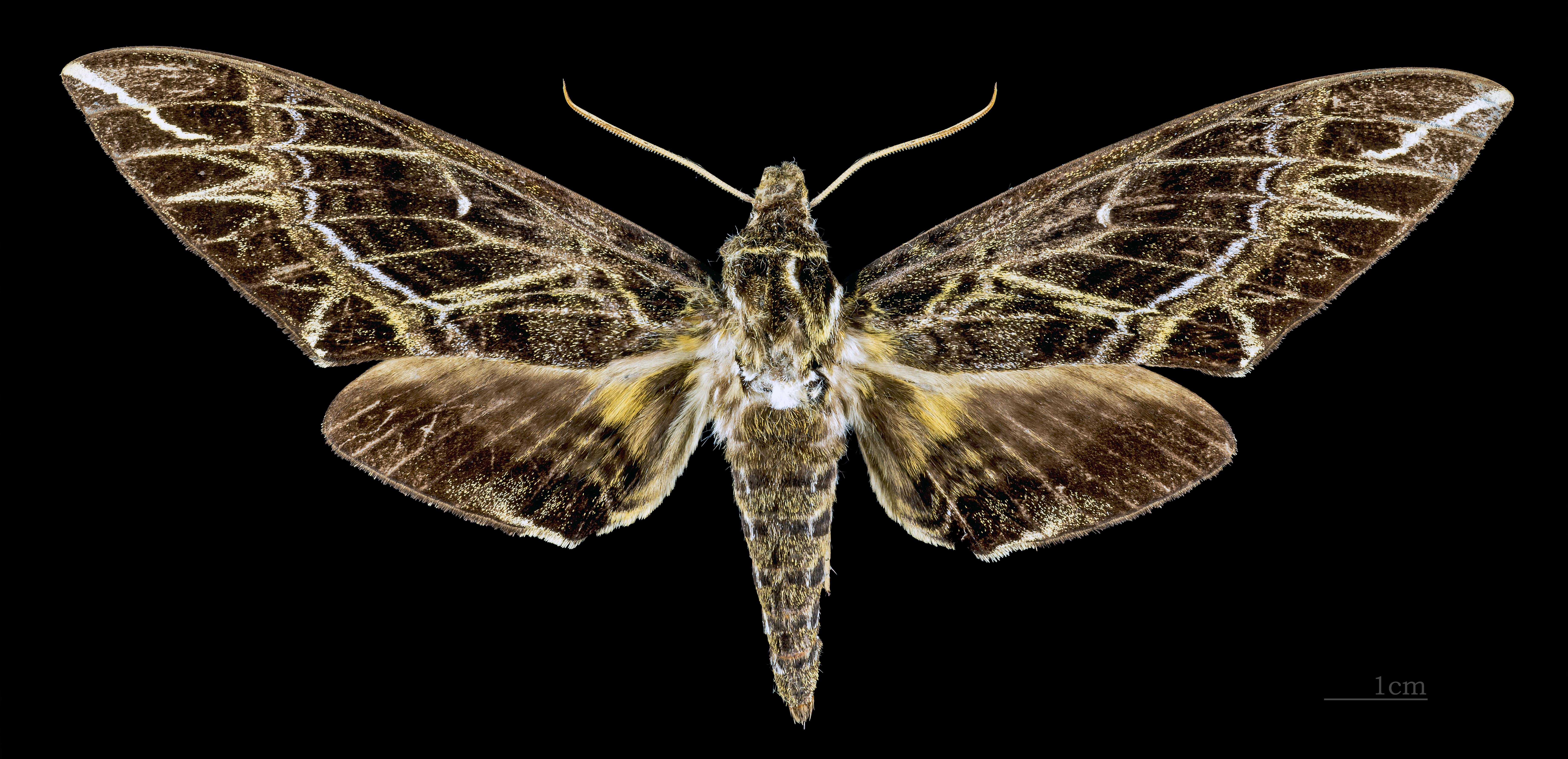
Apocalypsis velox ♀
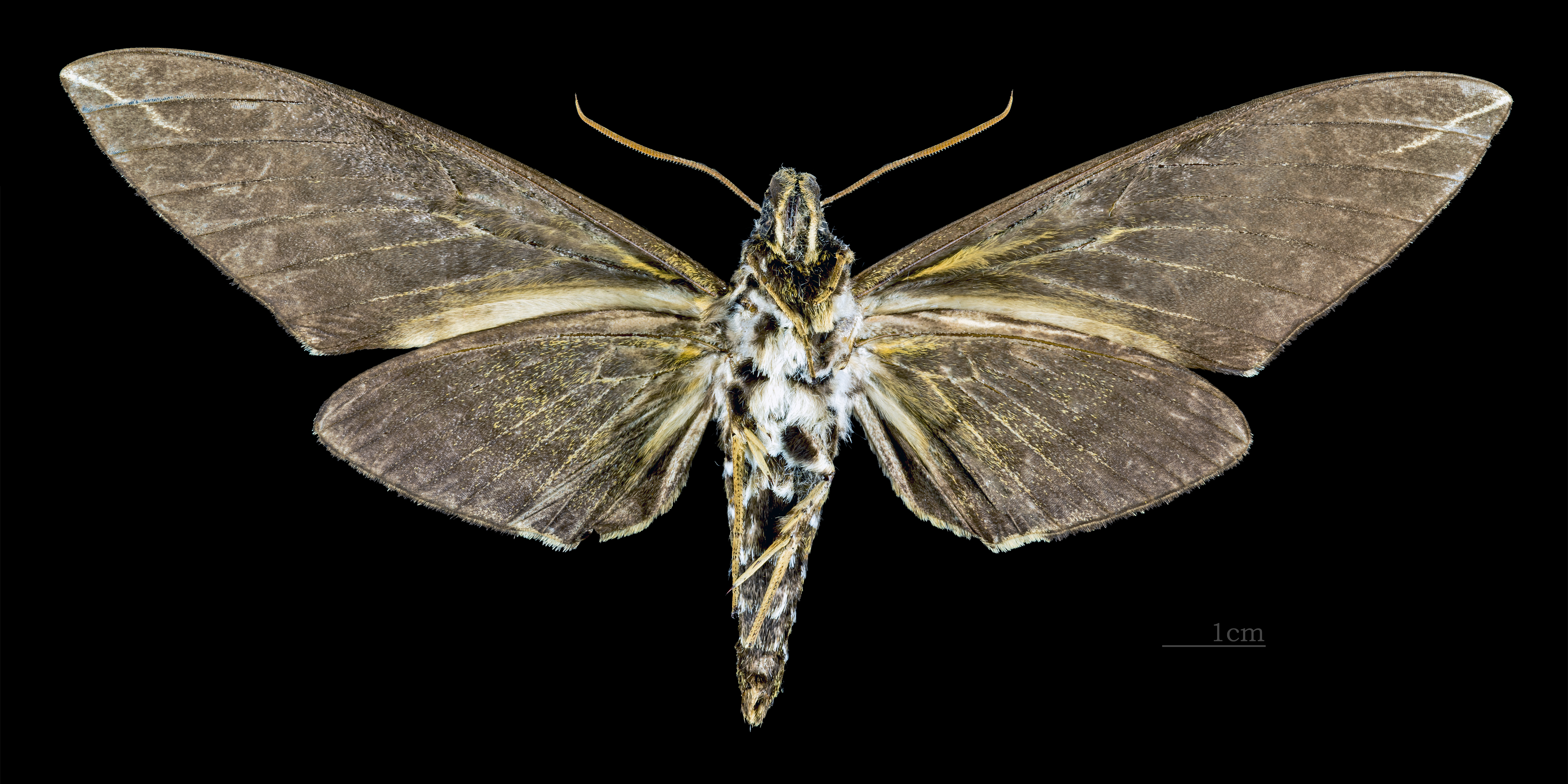
Apocalypsis velox  ♀ △

## Biologie
Larvele au fost observate hrănindu-se cu specia Callicarpa arborea în India.